# Хвоин
«Хвоин» — студийный альбом Ольги Арефьевой и группы «Ковчег», вышедший 27 октября 2012 года (в 19:00 в ЦДХ состоялась официальная презентация альбома). Альбом доступен для скачивания на сайте kroogi.com.

## Об альбоме
16 октября 2012 года в сети появился клип на песню «Человечки», 31 октября — на песню «Есть ли тебе, что сказать?». Песня «Деревенская» представляет собой слова Ольги Арефьевой на мотив песни БГ «Русская Нирвана». Композиции «Пал Вавилон» и «Забор» ранее уже выходили на альбомах «Девочка-скерцо» и «Сторона От», но в акустическом варианте. Композиция «Вертолёт» также написана достаточно давно и известна поклонникам группы по исполнению на концертах.

## Отзывы
- «Диск получился бодрым, песни насквозь пропитаны боевым духом. При этом в них находится место и для радости, и для грусти, и для иронии, в том числе и самоиронии»[9].

## Список композиций
| №   | Название                    | Длительность |
| --- | --------------------------- | ------------ |
| 1.  | «Забор»                     | 4:27         |
| 2.  | «Время»                     | 3:25         |
| 3.  | «Пал Вавилон»               | 3:38         |
| 4.  | «Экология»                  | 4:08         |
| 5.  | «Вертолёт»                  | 3:14         |
| 6.  | «Это Родина моя»            | 3:44         |
| 7.  | «Есть ли тебе, что сказать» | 5:40         |
| 8.  | «Хвойный»                   | 3:56         |
| 9.  | «Фуражечка»                 | 3:16         |
| 10. | «Какой-то припев»           | 4:04         |
| 11. | «Человечки»                 | 4:16         |
| 12. | «Мажорные аккорды»          | 3:36         |
| 13. | «Трудоголя»                 | 3:50         |
| 14. | «Колыбельная»               | 6:06         |
| 15. | «Деревенская»               | 1:34         |

## Участники
- Ольга Арефьева — вокал, тексты
- Группа «Ковчег» — аранжировки
- Петр Акимов — клавишные, виолончель, аккордеон
- Сергей Индюков — гитара, бэк-вокал
- Сергей Суворов — бас-гитара, бэк-вокал
- Андрей Чарупа — ударные, перкуссия
- Тимур Ибатуллин — перкуссия («Человечки»)
- Антон Лукьянчук — ударные («Фуражечка»)

Технический персонал
- Запись, сведение, мастеринг — Сергей Суворов
- Идея фото — Ольга Арефьева, съёмка — KALIMBA
- Дизайн, верстка — Люся Дурасова